# 北條站
北條站（日语：／ Kitajō eki */?）是屬於東日本旅客鐵道（JR東日本）信越本線的鐵路車站，位於日本新潟縣柏崎市大字本条。

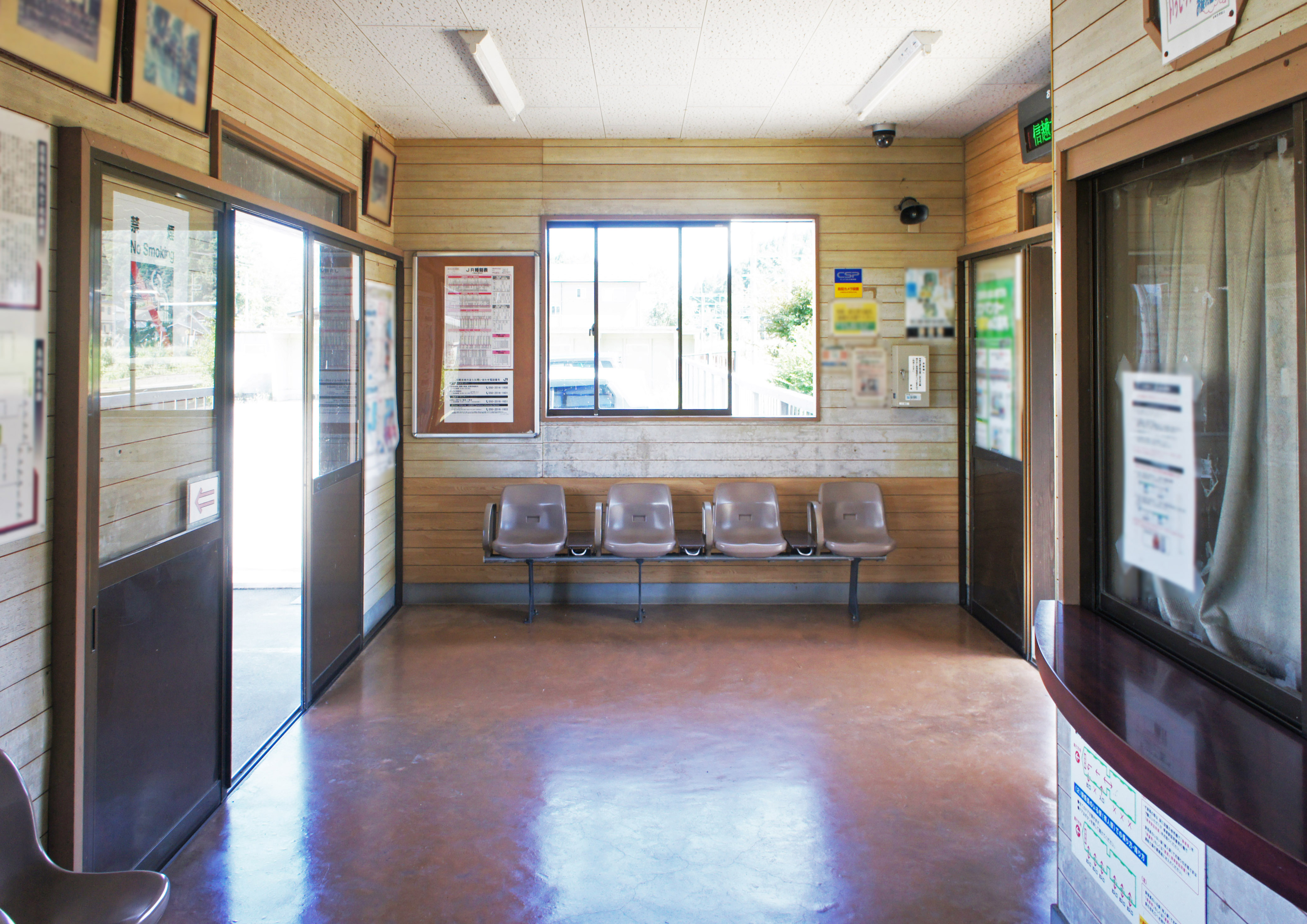
車站內部(2021年9月)

## 歷史
- 1897年（明治30年）11月20日：開業。
- 1907年（明治40年）8月1日：成為鐵道省的一個車站。
- 1987年（昭和62年）4月1日：國鐵分割民營化，成為東日本旅客鐵道的一個車站。

## 車站結構

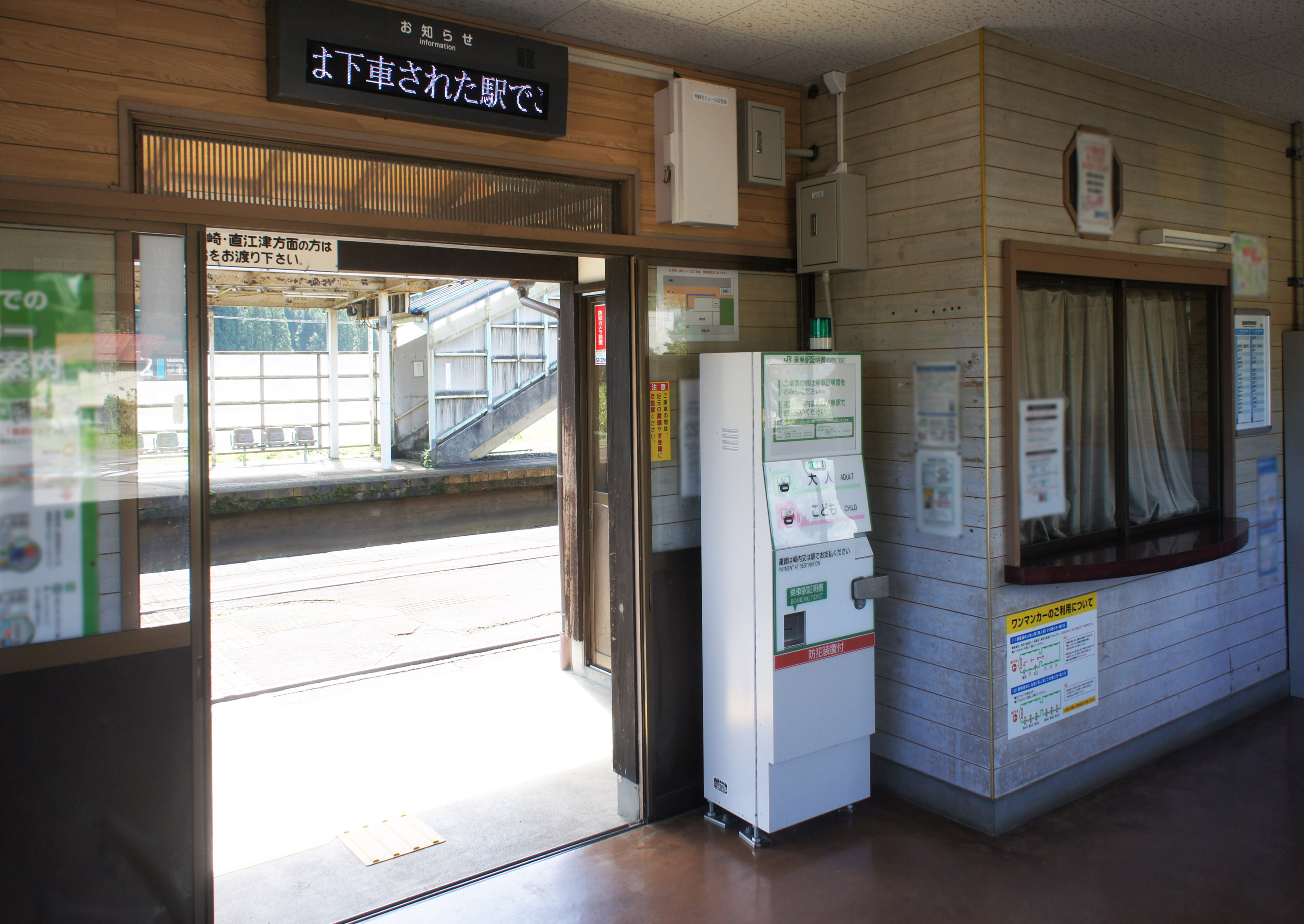
月台入口(2021年9月)

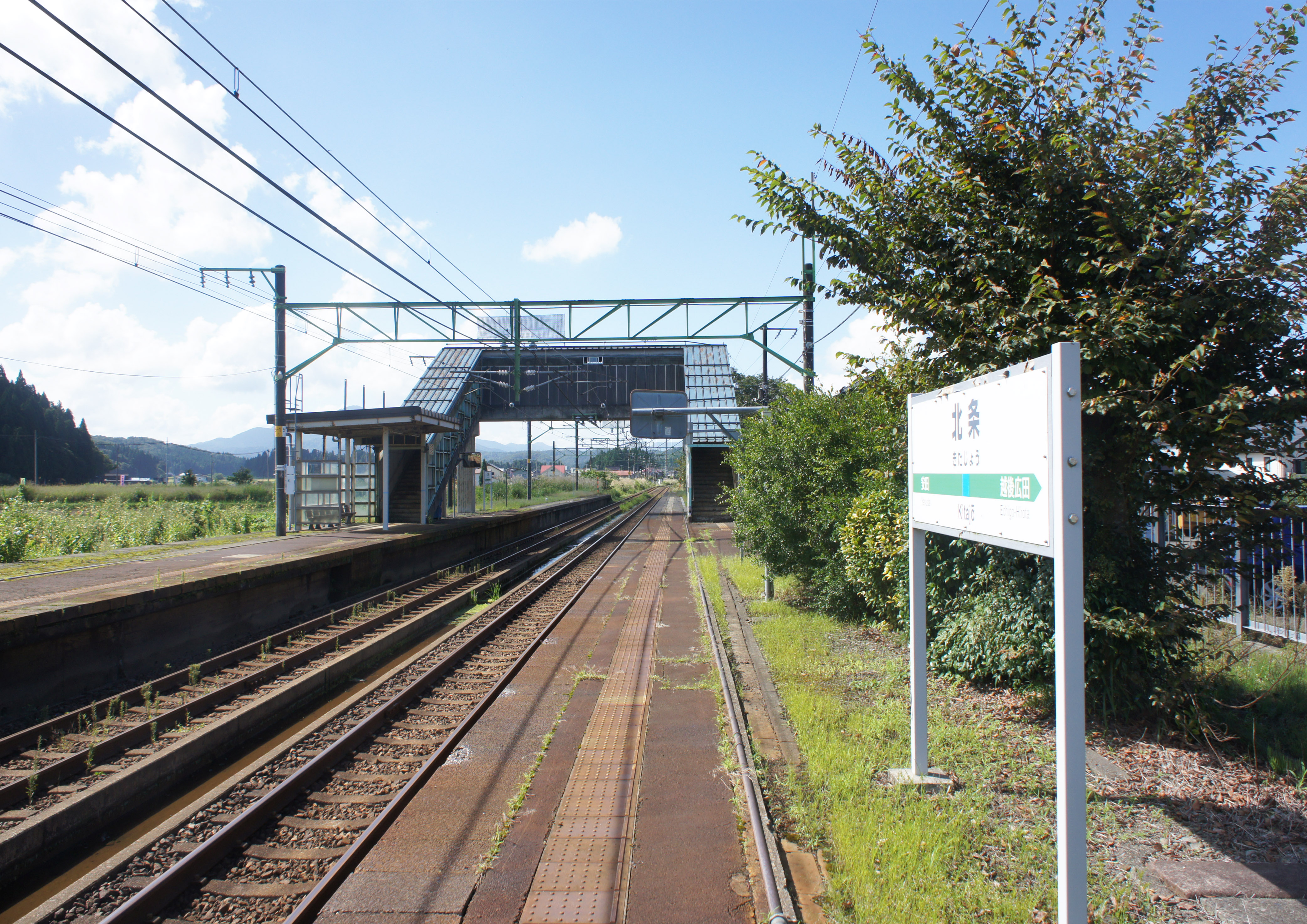
月台(2021年9月)

本站為側式月台2面2線的地面車站，站內設有自動售票機和驗票閘門。

### 月台配置
| 月台 | 路線      | 方向 | 目的地           |
| ---- | --------- | ---- | ---------------- |
| 1    | ■信越本線 | 下行 | 長岡、新潟方向   |
| 2    | ■信越本線 | 上行 | 柏崎、直江津方向 |

## 车站周边
- 國道291號
- 北條郵政局
- 柏崎市立北条小学
- 柏崎市立北条中学
- 北條城城址

## 相鄰車站
東日本旅客鐵道（JR東日本）
■信越本線
■普通
安田－北條－越後廣田